# Estación de Rajadell
La estación de Rajadell es un apeadero ferroviario situado en el municipio español homónimo, en la provincia de Barcelona, comunidad autónoma de Cataluña. Cuenta con servicios de cercanías de Lleida de Rodalies de Catalunya.

## Situación ferroviaria
Se encuentra ubicada en el punto kilométrico 289,2 de la línea férrea de ancho ibérico que une Zaragoza con Barcelona por Lérida y Manresa a 363 metros de altitud, entre las estaciones de Aguilar de Segarra y Manresa. El tramo es de vía única y está electrificado.

## Historia
La estación fue abierta al tráfico el 30 de mayo de 1860, con la apertura del tramo Lérida-Manresa de la línea férrea que pretendía conectar Zaragoza con Barcelona. Las obras corrieron a cargo de la Compañía del Ferrocarril de Barcelona a Zaragoza. Buscando mejorar tanto el enlace de la línea con otros trazados, así como su salud financiera la compañía decidió en 1864 unirse con la empresa que gestionaba la línea férrea que enlazaba Zaragoza con Pamplona, dando lugar a la Compañía de los Ferrocarriles de Zaragoza a Pamplona y a Barcelona. Dicha fusión se mantuvo hasta que en 1878 la poderosa Norte que buscaba extender sus actividades al este de la península logró hacerse con la compañía. Norte mantuvo la gestión de la estación hasta que en 1941 se produjo la nacionalización del ferrocarril en España y todas las compañías existentes pasaron a integrarse en la recién creada RENFE. 

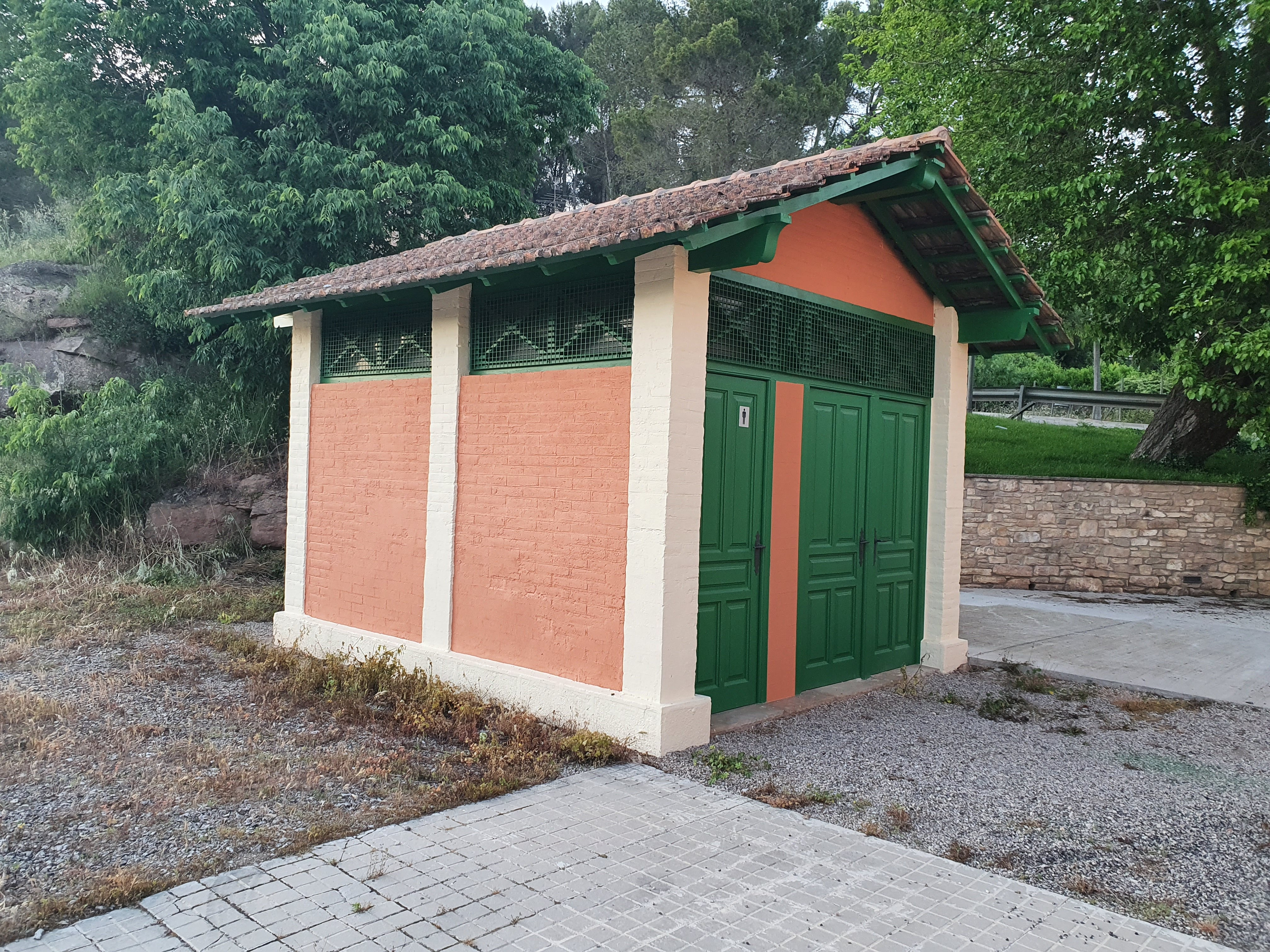
Baños de la estación

Desde el 31 de diciembre de 2004 Renfe Operadora explota la línea mientras que Adif es la titular de las instalaciones ferroviarias.

## Servicios ferroviarios

### Cercanías
Forma parte de la red la línea RL4 de cercanías de Lleida de Rodalies de Catalunya
| << cabecera                    | < estación         | línea | estación > | cabecera >>                |
| ------------------------------ | ------------------ | ----- | ---------- | -------------------------- |
| Rodalies de Catalunya de Renfe |                    |       |            |                            |
| Lérida Pirineos                | Aguilar de Segarra |       | Manresa    | Tarrasa Estación del Norte |